# Електроника (музика)
Електроника је нејасан термин настао '90-их година да би описао широки спектар електронске или електронски-инспирисане музике. Термин су неки дефинисали као ознаку за модерну електронску музику која није нужно направљена за плес, већ радије за кућно слушање. Порекло израза је мутно, мада изгледа да је створен од стране британског часописа Мелоди Мејкер (Melody Maker) средином '90-их, како би се описао електронски рок бенд Republica. Израз је касније самостално заживео, поставши популаран у Сједињеним Државама и односио се на тадашњи мејнстрим успех пост-рејв глобалне електронске музике. Усвајање „електронике“ као израза који покрива више врста експерименталне денс музике, брејнденс и интелиџент денс музике (IDM) је уобичајено.